# Université de Lausanne
Université de Lausanne er et schweizisk universitet, der er beliggende i Lausanne. Antallet af studerende er ca. 12.000.
Universitetet blev grundlagt i 1537 som et præsteseminarium og fik først universitær status i 1890. 
Det består af syv fakulteter, hvorafs særligt det erhvervsøkonomiske, HEC Lausanne, er rangeret højt i internationale sammenligninger. Indtil 2005 anvendte universitetet den franske universitetsmodel, men i dag følger det kravene i Bolognaprocessen. 